# Percy Alexander MacMahon
Percy Alexander MacMahon, angleški matematik, * 26. september 1854, Sliema, Malta, † 25. december 1929, Bognor Regis, Anglija.
Znan je predvsem po svojem delu na področju particije in kombinatorike. MacMahon je leta 1900 prejel Kraljevo medaljo, leta 1919 Sylvestrovo medaljo in leta 1923 De Morganovo medaljo.